# Lerista apoda
Lerista apoda este o specie de șopârle din genul Lerista, familia Scincidae, descrisă de Storr 1976. Conform Catalogue of Life specia Lerista apoda nu are subspecii cunoscute.